# Station Złotniki
Station Złotniki is een spoorwegstation in de Poolse plaats Złotniki.